# Walisische Literatur
Walisische Literatur ist die Literatur von Autoren aus Wales oder von Autoren walisischer (auch: kymrischer) Sprache, die früher weit über die Grenzen des heutigen Wales hinaus verbreitet war.
Die keltische literarische Tradition der Lied- und Odendichtung in walisischer Sprache ist bis heute lebendig geblieben und wird auch von Amateurdichtern gepflegt. Das seit 1861 jährlich abgehaltene nationale Eisteddfod (Eisteddfod Genedlaethol Cymru) ist das größte Amateurkunstfestival in Europa, bei dem Dicht- und Vortragskunst immer noch eine große Bedeutung haben. Der Schwerpunkt der sich seit dem 19. Jahrhundert entwickelnden englischsprachigen Dichtung walisischer Autoren liegt jedoch im Bereich der Erzählung und des Romans.
Die alte und neue Literatur in walisischer Sprache wird im Englischen als Welsh-language literature bezeichnet, die englischsprachige Literatur von Autoren aus Wales als anglo-walisische Literatur oder Welsh literature in English.

## Anfänge in nachrömischer Zeit
Die Dichter und Sänger der Kelten waren kastenmäßig organisiert. Die Druiden als priesterliche Träger mündlich überlieferten Wissens wurden schon in römischer Zeit verfolgt und verloren ihre Bedeutung. Die Barden überlieferten die Erinnerung an die großen Geschlechter; die einflussreichsten unter ihnen (der Hofdichter pencerdd und der Kriegsdichter bardd teulu) wurden von Fürsten protegiert. Weniger geachtet waren die fahrenden Geschichtenerzähler.
Die ältesten Zeugnisse walisischer (altkymrischer) Literatur – es handelt sich um Preisgedichte oder heroische Oden (awdlau) für lokale Kleinkönige wie für Cynan Garwyn, König von Powys, und seinen Sohn Selyf, die gegen die Angelsachsen kämpften – stammen aus dem späten 6. Jahrhundert, sind aber nur in korrumpierter Form überliefert. Zu den namentlich bekannten Barden dieser Zeit zählen Taliesin und Aneirin. Ihre Biographien sind von Legenden umrankt. Taliesin stammt angeblich aus der Bretagne – die bretonische Sprache der britischen (bretonischen) Auswanderer nach Gallien hatte sich etwa im 6. Jahrhundert vom Walisischen getrennt. Beide Sänger sollen auch in einem der Königreiche von Hen Ogledd in Nordengland oder Südschottland gewirkt haben, wo sie Oden in kumbrischer Sprache – ein walisischer Dialekt, der vermutlich auch in Nordengland gesprochen wurde – für König Urien geschrieben haben sollen. Aneirin wird das Gedicht Y Gododdin über einen blutig gescheiterten Feldzug des nördlichen Königreichs Gododdin um das heutige Edinburgh gegen die Angeln zugeschrieben, das nur in einem Manuskript aus späterer Zeit erhalten ist. Die ebenfalls als Manuskript des 14. Jahrhunderts in mittelwalisischer Sprache überlieferten „Gedichte Taliesins“ wurden zum größeren Teil wohl durch von ihm inspirierte Nachahmer bis zum 9. oder 10. Jahrhundert verfasst, die glaubten, dadurch an seiner Person teilzuhaben. Es handelt sich um Lobgedichte auf mythische Helden, Erzählungen aus dem Artuskreis, Elegien und christliche Hymnen. Die Übersetzer und Herausgeber einer Neuausgabe dieser Gedichte nehmen an, dass der Glaube an eine kollektive Identität der Autoren auf schamanistisches Gedankengut zurückgeht.

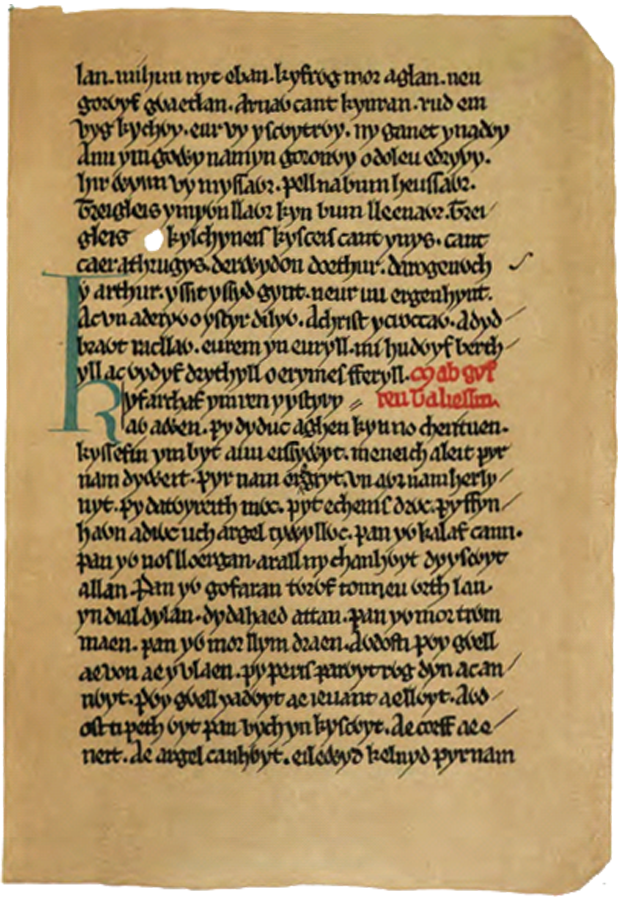
Book of Taliesin (walisisch: Llyfr Taliesin). Unvollständiges Manuskript aus dem 14. Jahrhundert, Folio 13 (National Library of Wales).

Noch undeutlicher bleibt die Figur des Prinzen Llywarch Hen (um 600) aus dem damals keltischsprachigen Cumbria, der später nach Wales in Exil ging und zu den großen walisischen Barden gezählt wird. Unklar ist, ob er die ihm zugeschriebenen Gedichte wirklich verfasst hat. Sein Leben wird in dem etwa vom 9.–12. Jahrhundert entstandenen heroischen Gedichtzyklus Canu Llywarch Hen verewigt, der möglicherweise auf älteren Sagatexten beruht. Gänzlich sagenhaft ist die Figur des Myrddin, der später mit dem Zauberer Merlin identifiziert wurde.
Die schon im 4. Jahrhundert christianisierten Waliser gerieten seit dem 6. Jahrhundert in einen scharfen Gegensatz mit den zuwandernden heidnischen Angelsachsen. In dieser Situation trugen vor allem religiöse Führer wie der heilige David von Menevia (Mynyw, heute St Davids) zur Festigung einer walisischen Identität bei. Bischof Rhygyfarch verfasste im 11. Jahrhundert eine hagiographische Lebensdarstellung von Saint Davis in lateinischer Sprache, die später ins Mittelwalisische übersetzt wurde und zur Begründung des Kultes um den Heiligen beitrug.
Die walisischen Hymnen sind durch meist sehr strenge Vers- und Strophenformen geprägt. Der Cynghanedd basiert auf dem Zusammenspiel von Konsonanzen und Binnenreimen. Daneben gibt es Quatrains und Dreizeiler.
Seit Ende des 8. Jahrhunderts schrumpfte der keltische Sprachraum unter dem Druck der Angelsachsen; die Verbindung zwischen den keltischen Dialekten im Norden Englands (Cumbria) und in Cornwall und dem walisischen Sprachgebiet riss endgültig ab.

## Mittelwalisische Literatur: Die Blütezeit der Hofdichtung 1100–1350
Mit der Entstehung eines normannischen Großreichs 1066 wurde dessen Einfluss auch in den bisher keltisch dominierten Teilen der britischen Inseln rasch deutlich; er führte zur Entwicklung einer verschriftlichten Literatur in mittelwalisischer (mittelkymrischer) Sprache. Aus dieser Zeit wurden die ersten Prosatexte wie die Geschichte von Culhwch ac Olwen (um 1100) aus der Artussage (walisisch: Artur) überliefert, und zwar zuerst im Llyfr Gwyn Rhydderch („Das weiße Buch von Rhydderch“) aus dem 14. Jahrhundert. Auch die Lieder aus noch früherer Zeit sind nur in mittelwalisischen Manuskripten erhalten.
Nach 1066 konnte man zunächst kaum zwischen der britischen (bretonischen) und den walisischen Quellen unterscheiden. Geoffrey of Monmouth (lat.: Galfridus Monemutensis, walisisch: Gruffudd ap Arthur, Sieffre o Fynwy, ca. 1095/1100–ca. 1154) verfasste unter Nutzung dieser Quellen vom Festland und von den britischen Inseln die Historia Regnum Britanniae in lateinischer Sprache, die die Artussage enthielt. Seither versuchten fast alle walisischen Dichter, bei Behandlung historischer und heroischer Stoffe an den Sagenkreis um König Artus anzuschließen. Das Mabinogion ist eine Sammlung von älteren Prosaerzählungen, die im 12. und 13. Jahrhundert verschriftlicht wurden. Die Manuskripte umfassen mehrere Themenkomplexe, die z. T. aus dem Sagenkreis um den König stammen und erst im 19. Jahrhundert in englischer und moderner walisischer Übersetzung gedruckt wurden. Das Llyfr Du Caerfyrddin („Das schwarze Buch von Carmarthen“) ist eine Sammlung von Gedichten, Preisgesängen und Erzählungen, die um die Mitte des 13. Jahrhunderts gesammelt wurden, und gilt als ältestes erhaltenes Manuskript, das allein in walisischer Sprache verfasst ist. Auch darin sind die Legenden um König Arthur und den Zauberer Merlin zu finden.

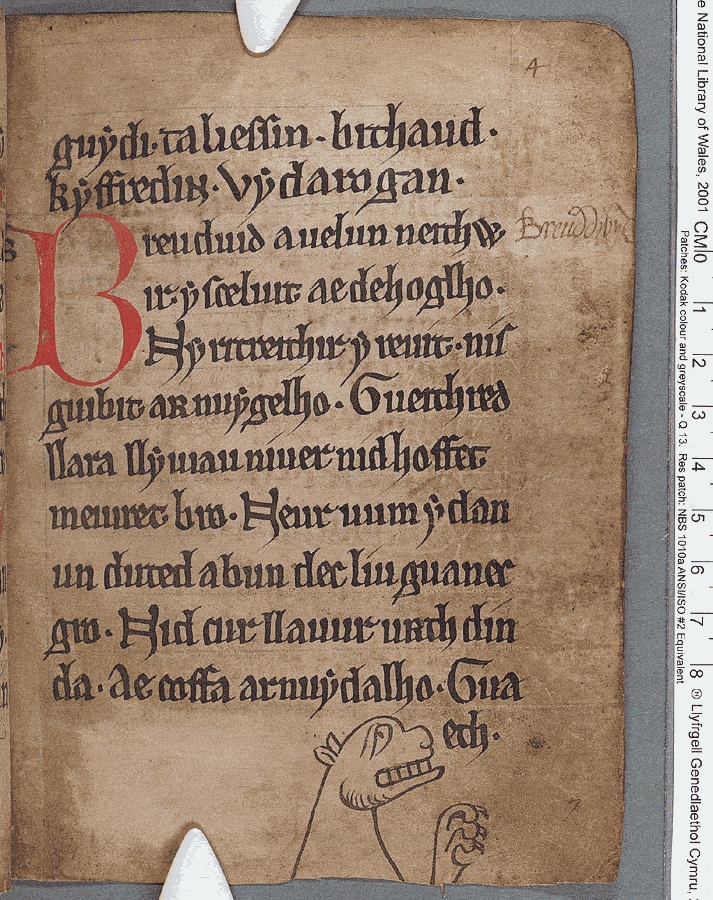
Das schwarze Buch von Carmarthen, so benannt nach der Farbe seines Einbands

Sowohl die Zunft der Barden als auch die der meist anonymen Geschichtenerzähler (cyfarwyddiaid, sing.: cyfarwydd) waren professionell organisiert und arbeiteten nach festen Regeln, die sowohl eine neunjährige Lehrzeit als auch die Bezahlung festlegten. Die Lob- und Klagelieder wurden mit Instrumentalbegleitung vorgetragen. Angeblich ließ Edward I. von England bei seinem Eroberungszug nach Wales im Jahr 1277 500 Barden verbrennen oder auf andere Weise ermorden, weil sie sich weigerten, ihm zu huldigen oder wohl eher, damit sie keinen Widerstand im Volk schüren sollten.

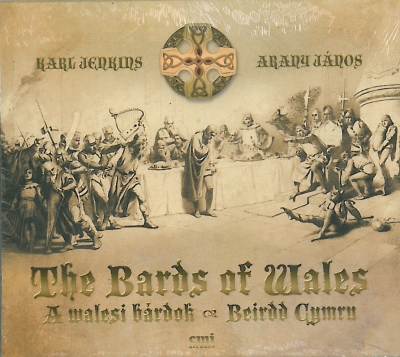
Albumcover der Kantate The Bards of Wales über die angebliche Tötung der Barden durch Edward I. von Karl Jenkins (2012)

Trotz der englischen Eroberung erlebte die walisische Dichtung jedoch zunächst einen neuen Aufschwung. Zu den großen Dichtern (obgleich er selbst kein Barde war) zählt der von französischen Troubadours beeinflusste Dafydd ap Gwilym (um 1350). Mit ihm zog ein neuer Ton in die Sprache ein. Er vermied Archaismen und widmete sich neuen Themen, vor allem der erotischen Lyrik. Viele seiner Gedichte sind in dem um 1450 zusammengestellten Sammelwerk Llyfr Gwyn Hergest überliefert. Auch andere Barden wie Iolo Goch folgten dem neuen lebhaften Stil, der jedoch bald einem strengen Regelwerk wich. Goch, der für viele hochstehende Auftraggeber wie den Nationalhelden Owain Glyndŵr dichtete, verband auf meisterhafte Weise beide Aspekte in seiner berühmten Beschreibung der Tätigkeit eines Pflügers oder in der Schilderung seiner Vortragsreise (vermutlich 1387) in Form eines Dialogs zwischen Körper und Seele.
Die Reimkunst beruhte spätestens seit dem 14. Jahrhundert auf einem in der Folge immer umfassenderen und strengeren Regelwerk, das eine komplexe Klangharmonie von Betonung, Alliteration und Binnenreim (Cynghanedd) sicherstellen sollte. So galt z. B. die Regel, dass alle Konsonanten um den betonten Vokal in der ersten Vershälfte nach der Zäsur in derselben Reihenfolge wiederholt werden mussten (Konsonanz). Eine andere Metrik war das von Dafydd af Gwilym popularisierte Cywidd, wobei jeder Vers sieben Silben  teils mit Binnenalliteration umfasst und im Endreim unbetonte und betonte Silben paarweise reimen müssen. Das englyn ist eine ältere, wohl auf das 9. Jahrhundert zurückgehende epigrammatische Strophenform mit drei oder vier Versen und insgesamt 30 Silben, die wegen ihrer extremen Komprimiertheit entfernt an Haikus erinnert. Sie existiert in acht verschiedenen Formen, wobei die Regeln des Cynghanedd und Cywidd teils miteinander kombiniert werden.
Der Klangwert erhielt stets Vorrang vor dem Inhalt der Gedichte, die dadurch oft schwer verständlich waren, zumal sie trotz aller Sinnen- und Farbenfreude das Realistische meist nur andeuten und das Natürliche und Übernatürliche miteinander vermengen. Hinzu kommen eine Vorliebe für das Ornamentale sowie phantastisch-parodistische Übertreibungen. Das Korsett dieser festen Regeln ließ kaum grundsätzliche Innovation zu, förderte aber die mündliche Weitergabe der Lieder und Geschichten.
Mit dem Niedergang ihrer lokalen Patrone im 14. Jahrhundert banden sich die Barden stärker an den englischsprachigen Adel. Das führte zum Verlust an Traditionen, zur Vereinfachung der komplizierten Regeldichtung und trug zur – wenngleich sehr langsamen – Verbreitung des Englischen bei. Mit dem Protestantismus kam unter Heinrich VIII. in den 1530er Jahren das Ende der Klöster, wodurch die Barden auch ihre letzten Unterstützer verloren. Der anglisierte Adel der Tudorzeit war nicht länger bereit, deren konservative Zunft zu unterstützen oder verpachtete seine Ländereien und wanderte nach England aus. Daraufhin brach die Bardenzunft im 17. Jahrhundert vollständig zusammen.

## Anfänge der anglowalisischen Literatur seit 1500
Die frühesten Zeugnisse einer anglowalisischen Literatur stammen aus dem 15., allenfalls aus dem späten 14. Jahrhundert. Der Barde Ieuan ap Hywel Swrdwal († um 1480?) gilt als erster walisischer Urheber von Gedichten in englischer Sprache, wobei er die walisische Reimform und Orthographie benutzte.

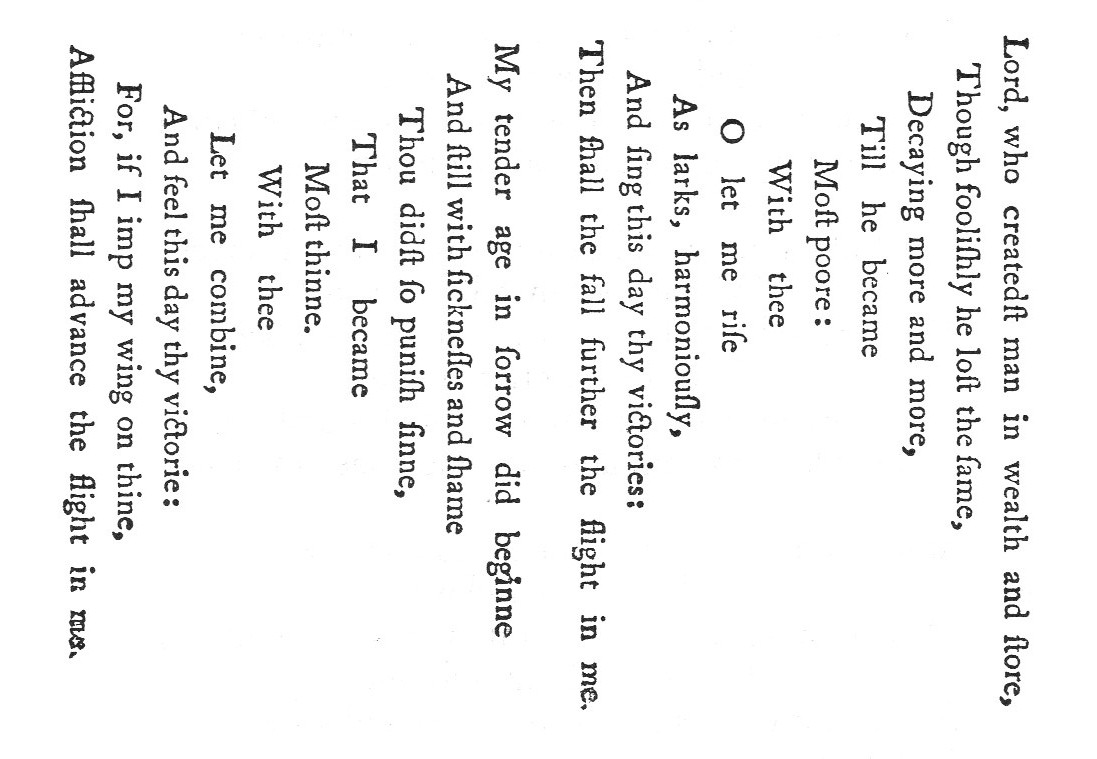
George Herberts Gedicht Easter Wings („Osterflügel“), gedruckt auf zwei gegenüberliegenden Seiten. Das Druckbild suggeriert zwei Vögel, die mit ausgebreiteten Schwingen nach oben fliegen.

Im 17. Jahrhundert ging die anglowalisische Literatur eine enge Verbindung mit dem Protestantismus ein. Aber auch die Gegenreformation nach 1650 hinterließ ihre Spuren. Als deren Vertreter verfasste Henry Vaughan – beeinflusst von dem anglikanischen Geistlichen und Dichter George Herbert – emotional intensive religiöse Gedichte in englischer Sprache. Sie sind von einem entkörperlichten Verständnis der Liebe zu Gott und zur Frau gekennzeichnet. Mit den Werken dieser Metaphysiker Herberts und Vaughans begann die walisische auf die englische Literatur einzuwirken. Es dauerte jedoch bis ins 19. Jahrhundert, ehe sich eine walisische Roman- und Erzähltradition in englischer Sprache etablieren konnte.

## Der Beginn der modernen walisischen Prosa
Mitte des 16. Jahrhunderts war Wales vollständig in das englische Herrschaftssystem integriert. Die Reimkunst überlebte zwar im Munde profaner Laienpoeten und die Regeln des Cynghanedd blieben teilweise bis heute in Gebrauch, doch in walisischer Sprache wurden in den nächsten 100 Jahren fast nur noch protestantische religiöse Schriften verfasst und gedruckt.

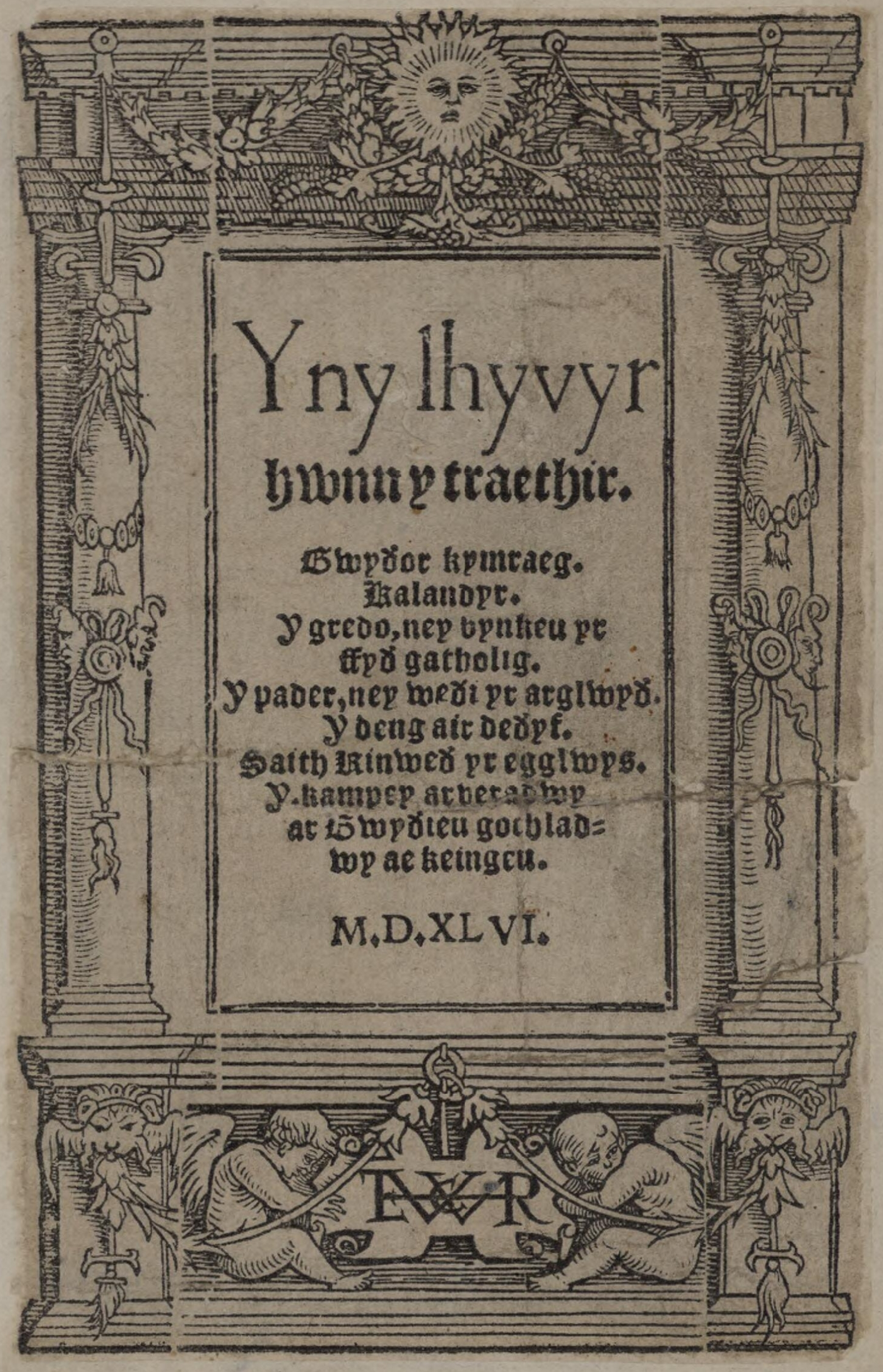
Titelseite des ersten von Sir John Prise gedruckten Buchs in walisischer Sprache: Yny lhyvyr hwnn

Sir John Prise (auch Price), ein Parlamentarier und königlicher Klosteraufseher, der die Integration des Landes in das englische Königreich vorantrieb, ließ 1546 das erste Buch in walisischer Sprache drucken. 1567 übersetzte William Salesbury, einer der wichtigsten walisischen Scholaren der Renaissance, das Neue Testament aus dem Griechischen. 1588 erschien die erste walisische Bibelübersetzung von William Morgan, die auch Salesburys Neues Testament enthielt. Diese Übersetzung leistete durch ihre Verbreitung einen wichtigen Beitrag zur Entwicklung der modernen walisischen Prosasprache. 1621 wurde das Llyfr y Psalmau, das erste walisische Psalmenbuch mit Noten von Edmwnd Prys gedruckt.

## Die romantische Erneuerungsbewegung
Aufklärung und zunehmende Bildung führten dazu, dass der Wunsch nach einer Wiederbelebung der walisischen Sprachtradition stärker wurde. Der Prediger William Williams Pantycelyn (1717–1791) gilt als Begründer der walisischen Romantikbewegung des 18. Jahrhunderts und als einer der größten walisischen Dichter und bedeutender Prosaist. Er gehörte der Bewegung der Nonconformists an, die sich von der anglikanischen Amtskirche getrennt hatten. Seine religiösen Lieder, Hymnen und Predigten sind überwiegend in walisischer Sprache verfasst; einige Lieder wurden auch als englischsprachige Kirchenlieder adaptiert. Die Methodistische Erweckung in Wales war eine calvinistische Bewegung, die in den 1730er bis 1760er Jahren entstand und einen eigenen rhetorischen Stil der Kanzelrede entwickelte. Sie bestand aus vielen lokalen Gruppen, in denen auch Frauen mitwirkten. Bemerkenswert ist, wie viele protestantische Frauen sich literarisch betätigten, obwohl nur wenige ihrer Werke erhalten sind. Ann Griffiths (1776–1805), die der Erweckungsbewegung im Alter von 20 Jahren beitrat, verfasste zahlreiche Lieder und majestätische Hymnen; sie wurde im 19. Jahrhundert als nationale Ikone verehrt. 2003 wurde ihr zu Ehren auf dem National Eisteddfod das Musical Ann! aufgeführt und für das Fernsehen aufgezeichnet.
Zur Mitte des 18. Jahrhunderts setzte ein erneutes Interesse an der komplexen Reimkunst ein. Die Welsh literary renaissance war allerdings nicht mehr eng mit der religiösen Bewegung verbunden und diente erst Recht nicht mehr der Heldenverehrung. Einer ihrer Protagonisten, der Geistliche Goronwy Owen (Goronwy Ddu o Fôn, 1723–1769) aus Anglesey, belebte die alten Reimformen des siebensilbigen cywydd und des awdl, des Langgedichts mit im Extremfall einigen 1000 Zeilen und einem einzigen Endreim. Er gilt damit als Begründer der neoklassischen Schule der walisischen Literatur.
Im 18. Jahrhundert entstand auch eine neo-druidische Bewegung, die ursprünglich mit aufklärerischem und Freimaurer-Gedankengut verbunden war. Diese europaweite Keltenbegeisterung führte auch zu Fälschungen. Viele mittelwalisische Texte wurden von dem Dichter, Sammler und Antiquar Iolo Morganwg (1747–1826) in verfälschter Form überliefert oder teils frei erfunden. Diese Legenden wirkten stark auf die keltenbegeisterten englischen Literaten.

## 19. Jahrhundert
Seit 1830 setzten die konfliktreiche Industrialisierung des walisischen Südens ein. In den südwalisischen Tälern begann der Kohlebergbau; im Tal von Rhondda wuchs die Einwohnerzahl von weniger als 1000 im Jahr 1851 auf über 150.000 im Jahr 1911. Ein Merkmal dieses Prozesses war das Wachstum endloser Arbeitersiedlungen in den Tälern, ohne dass sich bedeutende städtische Zentren entwickelten (Peri-Urbanisierung). Hohe Geburtenraten und Tuberkulose prägten das Leben vieler Familien und begünstigten Fatalismus, religiöse Inbrunst, aber auch den Aufstand gegen lokale Autoritäten. In Monmouthshire kam es 1839 zum größten bewaffneten Aufstand auf der britischen Hauptinsel, dem Newport Rising der Chartisten, die die Zulassung von Gewerkschaften und das allgemeine Wahlrecht forderten.
Zuwanderer aus England erlernten in diesem rurbanisierten Milieu zunächst rasch die walisische Sprache und integrierten sich in die Gemeinden, was zu einem Anwachsen der Buch- und Zeitschriftenproduktion und zur Schaffung neuer Gedichte, Balladen oder Predigten in walisischer Sprache führte. Zu den Förderern der Walisischen Renaissance gehörten die Brüder Lewis, Richard und William (ca. 1816–1886) Morris sowie dessen Sohn Rupert Hugh Morris, die sich als Sammler und Herausgeber der mittelalterlichen Texte betätigten und versuchten, die alten Versformen wiederzubeleben. Auch die zugewanderte Industriellengattin Lady Charlotte Guest (1812–1895) ließ neben frühen Zeugnissen der englischen Literatur walisische Texte mit englischer Übersetzung drucken. Es dauerte jedoch bis 1885, bis der erste bedeutende Roman in walisischer Sprache, Rhys Lewis von Daniel Owen (1836–1895), gedruckt wurde. Er beschreibt mit Humor und starken Dialogen den schwierigen Aufstieg eines jungen Mannes aus einem strengen calvinistischen Milieu zum methodistischen Geistlichen, der jedoch früh an Tuberkulose stirbt. Owens zweiter Roman, die Sozialsatire Enoc Huws, erschien 1895. Darin schildert er die Geschichte eines Trickbetrügers im Milieu von Bergbauspekulanten, naiven Ladenbesitzern und calvinistischen Kirchenleuten. Seit Ende des 19. Jahrhunderts nahm der Druck auf die Zuwanderer, Walisisch zu lernen, jedoch ab, und die in vielen Regionen vorherrschende Bilingualität verschwand. In Monmouthshire schrumpfte die Zahl der Welsh Sprechenden zwischen 1840 und 1900 von ca. 40 auf 2 Prozent. Zudem nutzten die Unternehmer die sprachliche und religiöse Spaltung der Arbeiterschaft aus und verstärkten sie. Auch gab es Regionen, in denen schon seit der Tudorzeit stets englisch gesprochen wurde.
John Ceiriog Hughes (1832–1887) sammelte walisische Volkslieder und Gedichte und versuchte, die durch die artifizielle Metrik verloren gegangene Natürlichkeit und Emotionalität des walisischen Liedes wieder herzustellen. Viele der von ihm verfassten Gedichte wurden vertont.

## 20. Jahrhundert

### Die zweite Erneuerungsbewegung
Um 1900 kam es zu einer zweiten Erneuerungsbewegung, durch die alle literarischen Gattungen einen Aufschwung erlebten. Im Laufe der Zeit verloren die alten, durch die Silbenzahl bestimmten Metren an Bedeutung zugunsten von freien, akzentbetonten Reimen. Während Robert Williams Parry (1884–1956) und Waldo Williams (1904–1971) die alte Metrik mit großem Publikumserfolg weiter benutzten, versuchte Thomas Gwynn Jones (1871–1949) sie mit der modernen Sprache zu versöhnen. Seine Übersetzung von Goethes Faust von 1922 gilt als Meisterwerk. Der Dichter Hedd Wyn (eigentlich Ellis Humphrey Evans, 1887–1917) schrieb seine ersten Gedichte beim Hüten der Schafe. Als christlicher Pazifist musste er in den Krieg ziehen, fiel in Flandern und wurde posthum beim National Eisteddfod 1917 mit dem Bardenstuhl geehrt.

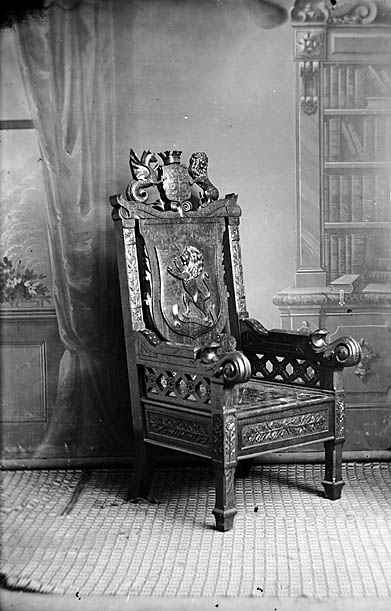
Der Bardenstuhl, der beim Eisteddfod 1876 posthum Taliesin o Eifion (1820–1876) verliehen wurde. Der Stuhl wird für jeden Preisträger individuell angefertigt.

Nach dem Ersten Weltkrieg verband sich die literarische Erneuerungsbewegung unter dem Eindruck des irischen Unabhängigkeitskampfes, aber auch in Reaktion auf die zurückgehende Zahl der Sprecher des Walisischen eng mit der konservativen Nationalbewegung, teils auch mit christlichen Sozialreformbewegungen. So war die Dichtung der Zwischenkriegszeit stark politisiert. Einer der Protagonisten der Nationalbewegung, der aus England zugezogene Dichter, Dramatiker, Historiker und Kritiker Saunders Lewis (1893–1985), gründete die walisische Nationalpartei Plaid Cymru. Diese militante Bewegung war – obgleich sie zeitweise kriminalisiert wurde – als extrem konservative soziale und kulturelle Interessenvertretung erfolgreicher denn als politische Partei. Saunders bekämpfte die Ausstrahlung der englischsprachigen Sendungen der BBC in Wales und konvertierte zum Katholizismus. Er war einer der ersten walisischen Dramatiker (dieses Genre hatte bis dahin kaum eine Rolle gespielt) und veröffentlichte etwa zwei Dutzend Dramen. 1970 wurde er für den Literatur-Nobelpreis nominiert. Der Literaturwissenschaftler und Dichter William John Gruffydd (1881–1954) gab von 1922 bis 1951 das Magazin Y llenor („Der Vorhang“) und kämpfte mit seinen Versen gegen die moralische Despotie des Calvinismus, wandte sich jedoch später von Plaid Cymru und Saunders Lewis ab und den Liberalen zu.

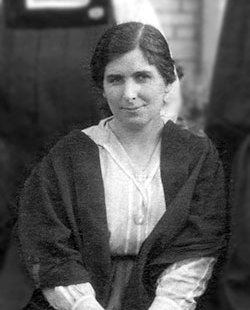
Kate Roberts (1923)

Kate Roberts (1891–1985) verfasste neben Romanen aus dem Berg- und Stahlarbeitermilieu auch kleinere Erzählungen. Ihr wohl erfolgreichster Roman war Traed mewn cyffion („Füße in Ketten“, 1936) über die Arbeit in den Schieferbergwerken in Nordwales. Mit ihrem Mann Morris T. Williams gab sie die sozialistisch-republikanische Zeitschrift Y Faner („Das Banner“) heraus. Zu den erfolgreichen Romanautoren in walisischer Sprache während der 1960er bis 1980er Jahre zählen John Rowlands (1938–2015) und Marion Eames (1921–2007), die auch Drehbücher für Fernsehserien verfasste. John Ellis Williams (1924–2008) schrieb in walisischer und englischer Sprache und zeichnete eine realistisches Bild der von Abwanderung bedrohten Landgemeinden. In mehreren Genres zuhause ist die von der Postmoderne beeinflusste Angharad Tomos (* 1958).

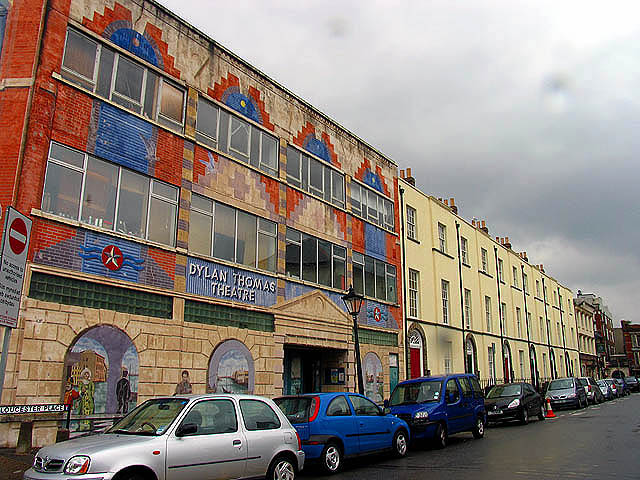
Das Dylan-Thomas-Theater in Swansea

### Anglo-walisische Autoren
Bekannte anglo-walisische Autoren sind Caradoc Evans (1878–1945), dessen Hauptwerk My People von walisischer Syntax und lokalem Wortschatz geprägt ist und die Engstirnigkeit der Nonconformists auf satirische, ja brutale Weise parodiert, Alun Lewis, der 1944 in Britisch-Indien ums Leben gekommene Lyriker und Erzähler, David Jones mit seinem von keltischer Mystik wie vom Katholizismus beeinflussten Hauptwerk The Anathémata (1952) und Dylan Thomas, dessen Hörspiel Under Milk Wood 1953 zu einem Welterfolg wurde. Im gleichen Jahr begleitete die Journalistin und Reiseschriftstellerin Jan Morris (1926–2020, bis 1972 James Morris) die britische Mount-Everest-Expedition und wurde durch ihren Bericht darüber bekannt. Ihre Trilogie Pax Britannica behandelt die Geschichte des britischen Empire. Emyr Humphreys (1919–2020) wurde vor allem durch seine siebenbändige Romanserie The Land of the Living (1974–2001) über die Geschichte und Kultur Wales’ bekannt. Bernice Rubens erhielt 1970 den Booker Prize für ihren Roman The Elected Member. Duncan Bush (1946–2017), Lyriker, Romanautor, Erzähler, Dramatiker, Essayist und Übersetzer, adaptierte viele seiner Werke für Rundfunk, Fernsehen und Film. Sein psychologischer Thriller The Genre of Silence (1987) spielt während des russischen Bürgerkriegs.
Als Naturlyriker verwendete der anglikanische Geistliche Ronald Stuart Thomas die englische, als Prosaautor die walisische Sprache. Viele seiner insgesamt über 1500 Gedichte erschienen in deutscher Übersetzung. 1966 wurde er für den Nobelpreis nominiert. Nigel Jenkins (1949–2014) war ein produktiver Lyriker, Prosa- und Theaterautor und Herausgeber, der auch für das Radio arbeitete. Viele Autoren, die die Lyrik in walisischer Sprache lieben, aber diese nicht vollständig beherrschen, versuchen den Klang und Rhythmus in englischer Sprache nachzubilden. Auf die Publikation englischsprachiger Literatur walisischer Autoren hat sich der 1981 gegründete Verlag Seren Books spezialisiert, der ursprünglich vor allem Lyrikbände veröffentlichte.

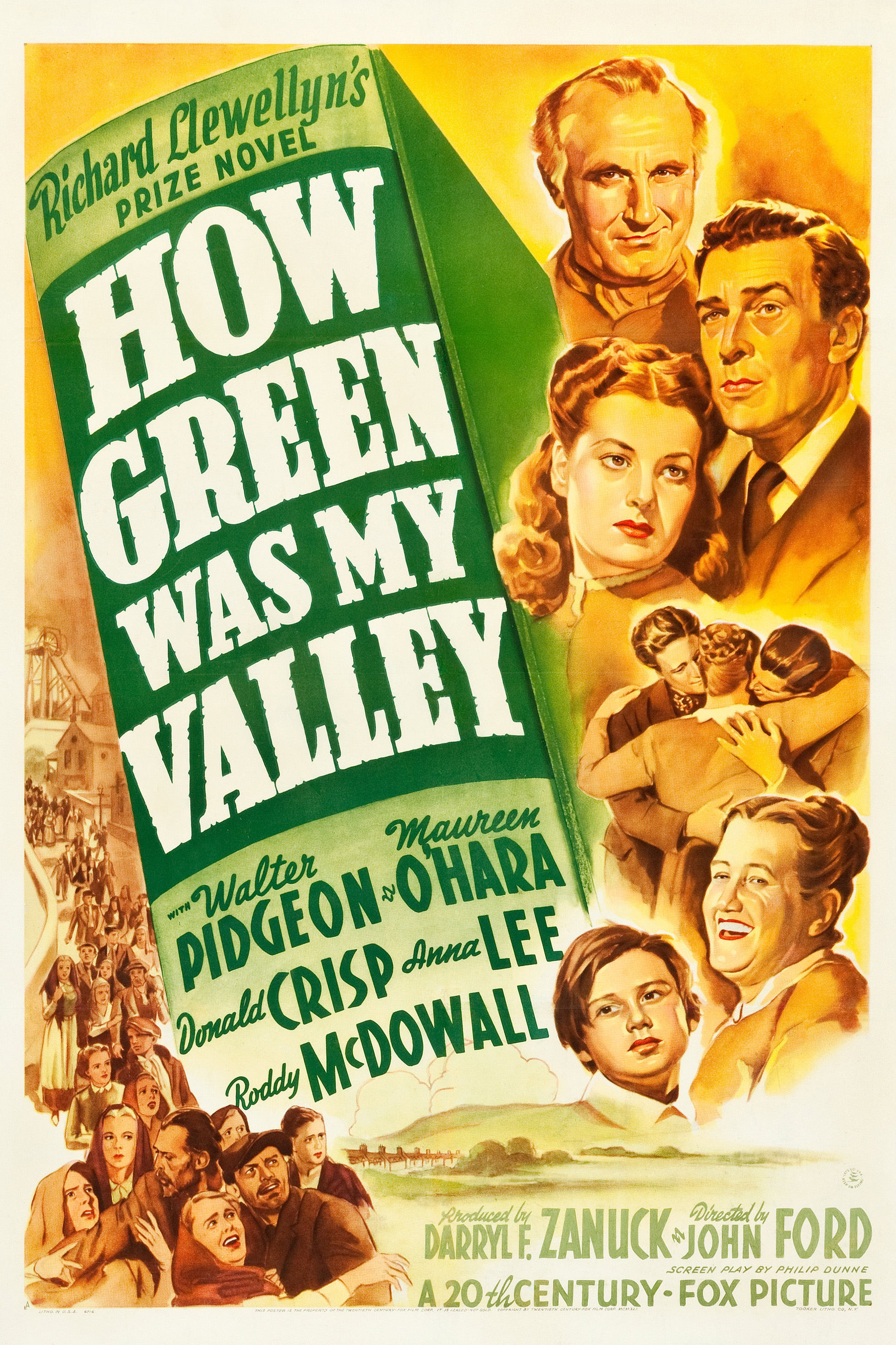
Kinoplakat von How Green Was My Valley (1941). Regie: John Ford

Auch englische Autoren zogen nach Wales oder fühlten sich dort beheimatet und gelten gelegentlich als walisische Schriftsteller. Der Lyriker und Romanautor John Cowper Powys (1872–1963) stammte zwar aus England und zog erst mit über 60 Jahren nach Wales, doch zeigte er seine Verbundenheit mit der keltischen Naturmystik und der walisischen Geschichte, über die er zwei historische Romane verfasste (Owen Glendower, 1941, und Porius, 1951). Richard Llewellyn, der als Kind Waliser Eltern bei London geboren wurde, gab stets an, aus St. Davids zu stammen, was sich erst nach seinem Tod als Fiktion erwies. Sein Roman How green was my valley (1939) über ein südwalisisches Bergarbeiterdorf der Viktorianischen Epoche, das durch hohe Sterblichkeit, Grubenunglücke und Fortzug der Bewohner dezimiert wird, wurde ein internationaler Erfolg, nicht zuletzt durch den US-National Book Award 1940, die Verfilmung 1941 sowie eine billige Ausgabe für die US-Army. Es folgten drei Fortsetzungsbände über das weitere Schicksal des Protagonisten Huw Morgan, der nach Patagonien auswandert (Up, into the Singing Mountain, 1960), wo es heute noch eine größere walisisch sprechende Kolonie gibt, und schließlich nach Wales zurückkehrt. Der in Ceylon geborenen Alexander Cordell (1914–1997) schildert in seiner englischsprachigen Familiensaga Mortymer Sage (Rape of the Fair Country 1959, Hosts of Rebecca 1960, Song of the Earth 1969) das Leben mehrerer Generationen von der frühen Industrialisierung 1826 über die Chartistenbewegung bis zur Gründung moderner Gewerkschaften. Durch den Bestseller Rape of the Fair Country machte er die Stahl und Bergbaustadt Blaenavon international bekannt. Auch in einer zweiten Trilogie behandelt er die industriellen Konflikte vom Merthyr Rising, dem Aufstand in den Kohleminen und Eisenwerken 1831, bis in die Gegenwart und versucht in einem Anhang die Unschuld eines zum Tode verurteilten Rebellen nachzuweisen.

## 21. Jahrhundert

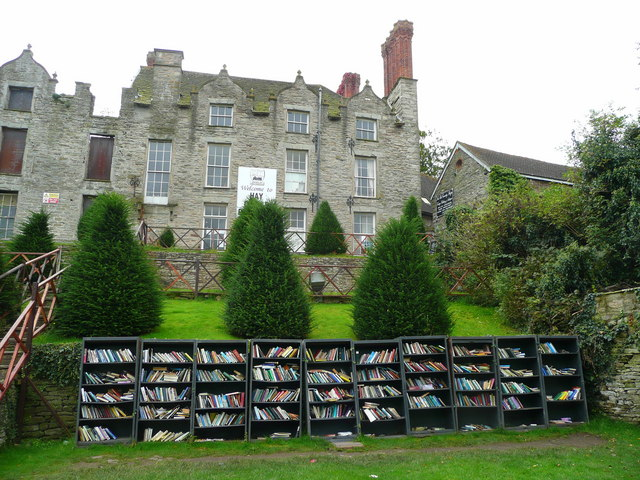
Das 1961 durch private Initiative gegründete „Bücherdorf“ Hay-on-Wye mit knapp 1900 Einwohnern hat fast 40 Antiquariate und Buchläden. Hier findet seit 1988 jährlich das literarische Hay Festival statt. Ein weiteres walisisches Bücherdorf ist Blaenavon.

Niall Griffiths (* 1966), der in Liverpool geboren wurde und in Aberystwyth studierte, verfasst Romane und Kurzgeschichten in englischer Sprache. Stump (2003) ist die Geschichte eines einarmigen Ex-Alkoholikers, der in einer walisischen Kleinstadt sein Leben neu aufbaut. Cynan Jones (* 1975) schreibt Romane und Erzählungen. Sein Thriller Alles was ich am Strand gefunden habe (dt. 2011) behandelt das Thema der Arbeitsmigration.
Seit der Jahrhundertwende sind walisische Autoren immer häufiger multimedial präsent. Owen Sheers (* 1974 in Fidschi) ist Dichter, Dramatiker und arbeitet für das Fernsehen. Resistance (2007) handelt vom Leben in einem walisischen Dorf unter einer (fiktiven) deutschen Besetzung der britischen Inseln. The Green Hollow (2018) ist die poetische Geschichte des Bergbaudorfs Aberfan, wo es 1966 zu einem Haldenrutsch mit zahlreichen Opfern kam, und diente zugleich als Vorlage für eine BBC-Produktion.
Der in London geborene Lyriker Ifor ap Glyn (* 1961) schreibt hingegen in walisischer Sprache. Er arbeitet hauptsächlich für das Radio.